# HC Bohemians
HC Bohemians is een Tsjechische hockeyclub uit de hoofdstad Praag die werd opgericht op 1952 en voortkomt uit FC Bohemians 1905 Praag.
HC Bohemians nam als landskampioen deel aan de Europacup I in 1971 en 1975.